# (482) Petrina
(482) Petrina est un astéroïde de la ceinture principale découvert par Max Wolf le 3 mars 1902.

## Rotation
Les résultats obtenus concernant la rotation de cet objet, pourraient être expliqués par le fait que son axe de rotation est proche du plan de son orbite.

## Nom
En latin, Petrina est le féminin de Petrus. C'est le nom d'un chien de Max Wolf, le découvreur. 